# 금성초등학교 (전북)
금성초등학교(金城初等學校)는 대한민국 전라북도 익산시에 있었던 공립 초등학교이다.

## 학교 연혁
- 1961. 05. 02 성당초등학교 금성분교장 설립인가
- 1961. 05. 25 개교 1학급 편성
- 1962. 03. 06 4학급 편성(1,2,3,4 학년)
- 1963. 01. 08 금성초등학교로 승격 인가
- 1964. 02. 15 제1회 졸업식
- 1985. 03. 05 병설유치원 개원
- 2013.09~2016.08 농산어촌 ICT 시범학교 운영(3년)
- 2014. 02. 11 제51회 졸업식(총 졸업생 1,550명)
- 2014. 09. 01 제22대 최순임 교장 부임
- 2015. 01. 08 어울림학교 선정(~2018까지 3년)
- 2015. 02. 13 제52회 졸업식(총 졸업생 1,552명)
- 2018. 02. 28 폐교[1]

## 참고 자료
- 금성초등학교 - 한국교육학술정보원 학교알리미